# Aéroport de Kukës
L'aéroport Cheikh Zayed de Kukës (code IATA : KFZ • code OACI : LAKU) est un aéroport situé à environ 3,5 km au sud de Kukës, en Albanie. Le gouvernement de l'Albanie a accordé l'autorisation de trafic international de passagers en 2016. L'aéroport est nommé d'après l'un des principaux fondateur des Émirats arabes unis, Zayed ben Sultan Al Nahyane, qui, personnellement, a fondé la construction de cet aéroport.
Des compagnies low-cost comme Ryanair et Wizz Air, ainsi qu'Adria Airways ont exprimé leur intérêt dans l'exploitation d'une ligne vers Kukës,. Edi Rama, le premier ministre albanais a déclaré que l'aéroport sera fonctionnel d'ici la fin de 2018.

## Situation
| \| 20 km1:1 568 000 \| Tirana Kukës Gjirokastër Korçë Saranda Shkodër Kuçova Gjadër Vlora |
| 20 km1:1 568 000                                                                          |

## Galerie

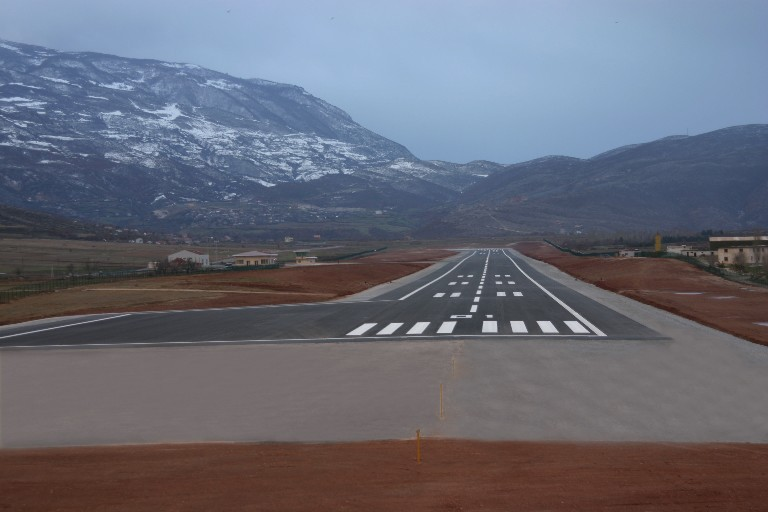
Piste d'atterrissage.
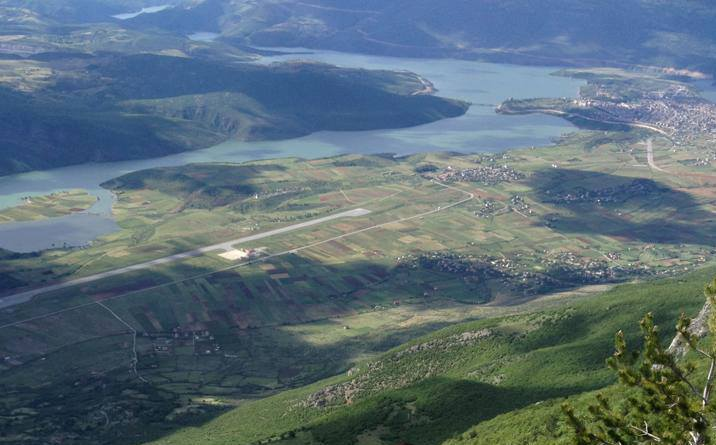
Vue panoramique de Kukës avec les villages voisins.
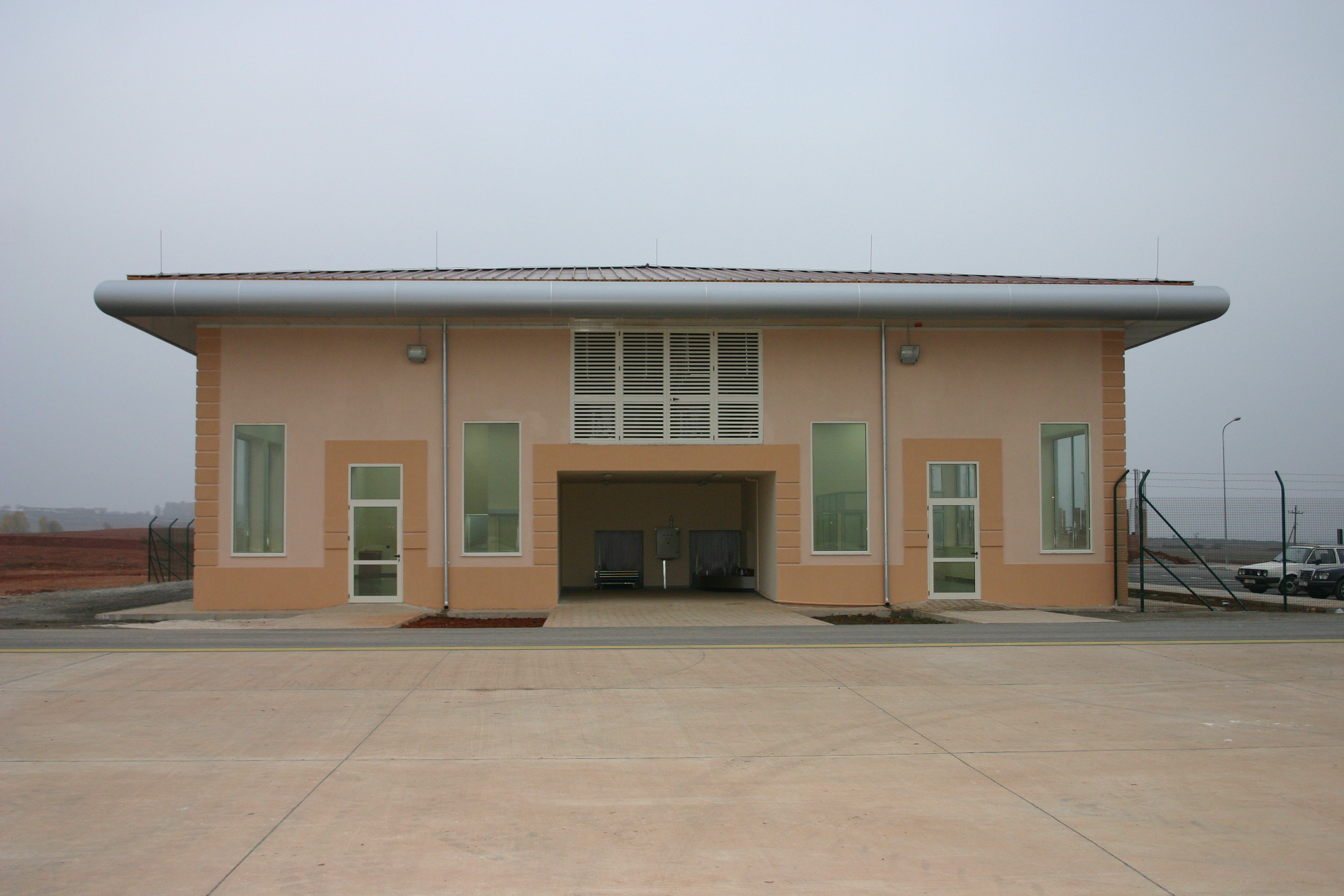
Terminal de l'aéroport.
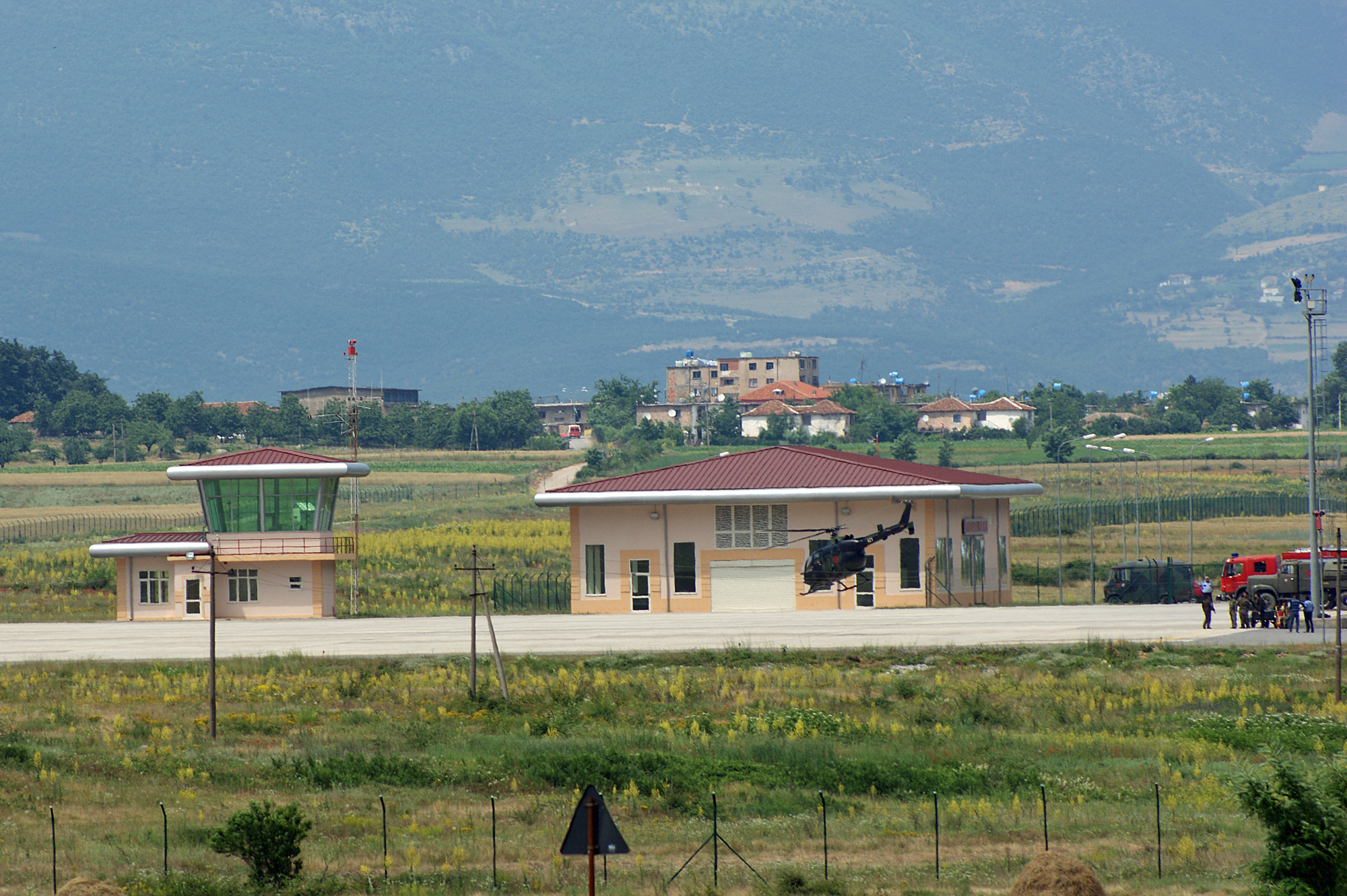
Piste d'atterrissage pour hélicoptères.

## Compagnies aériennes et destinations
| Compagnies | Destinations                                                                     |
| ---------- | -------------------------------------------------------------------------------- |
| Wizz Air   | En saison : Bâle-Mulhouse , Karlsruhe/Baden-Baden , Memmingen , Vienne-Schwechat |

Édité le 14/03/2022  Actualisé le 13/04/2023